# Бажане сім'я
«Бажане сім'я» (англ. The Wanting Seed; інший варіант перекладу — «Насіння бажання») — роман-антиутопія англійського письменника Ентоні Берджеса, в якому постає світ недалекого майбутнього, що потерпає через глобальне перенаселення. Автор описує хаос, в основі якого — людські вади, змушуючи читача замислитись: «Чи можливо зробити ідеальний світ, де живуть неідеальні люди?..» Вперше опубліковано в 1962 році.

## Сюжет
Майбутнє. Світ потерпає через глобальне перенаселення. Щоб боротися з цим, уряд пропагує гомосексуальний спосіб життя, видає закон, згідно з яким «сім'ям дозволені тільки одні пологи, незалежно живою чи мертвою народиться дитина». Гомосексуали мають велику перевагу і ширші права перед гетеросексуалами, уряд рекламує самотність і відмову від дітей, канібалізм і війни без мети вважаються нормою. Старовіри вірять в Бога, а всі інші в Гоба.
У сімейної пари Тристрама і Беатріс-Джоани Фоксов помирає син Роджер, тепер їм не дозволено заводити дітей. З тіла Роджера зроблять добриво для майбутньої їжі. Беатріс-Джоанна мріє про дитину, самого Тристрама вона в сексуальному плані більше не хоче, зраджуючи йому з його братом Дереком. Дерек прикидається геєм, працюючи в поліції у високому званні, при цьому він і Трістрам ненавидять один одного з дитинства. Беатріс-Джоанна забуває прийняти протизаплідні таблетки й займається любов'ю з Дереком, розуміючи, що вона могла завагітніти вона займається любов'ю з Тристрамом, якому раніше відмовляла. Беатріс-Джоанна розуміє, що вагітна, але приховує це від чоловіка, який все ж здогадується про вагітність дружини через що у них відбувається сварка. Поліцейський капітан розповідає Тристраму, що його брат мав статевий зв'язок з Беатріс-Джоан. Також капітан розповідає про лист Беатріс, в якому вона зізнається в любові до Дереку. Капітан пропонує Тристраму позбутися брата. Дізнавшись правду, Тристрам напивається, і повернувшись додому влаштовує сварку, оскільки він розуміє, що батьком дитини Беатріс-Джоани може бути і його брат. Беатріс збирає речі і йде. Після цього Тристрама заарештовує поліція, вирішивши, що він брав участь у бійці між двома робітниками, що сталася поряд з його будинком.
Поки Трістрам під арештом, Беатріс-Джоанна приїжджає до своєї сестри Мейвіс і дядькові Шону, де народжує близнюків.
Капітан поліції знову зустрічається з Тристрамом, повідомивши йому, що Тристрама досі не випустили за наказом Дерека, який хоче позбутися брата, який заважає його зв'язку з Джоанною. Також капітан розповідає Тристраму, що Джоанна народила близнюків. Через кілька місяців Тристрам здійснює втечу і вирішує знайти Джоанну і поговорити з нею. Втеча вдається, але вийшовши з в'язниці Тристрам розуміє, що світ навколо змінився, почалася зміна політичних фаз. Від Шона, дядька своєї дружини, він дізнається, що поліціянти забрали Беатріс-Джоанну і близнюків, при цьому дітей самого Шона вбили та з'їли люди з Обіднього клубу, які процвітають по всій країні й промишляють канібалізмом через нестачу їжі. Тристрама обманом заманюють в армію, де він дослужує до сержанта. Незабаром починається війна і його відправляють на фронт. Пізніше, виживши в кровопролитному бою, яке на думку Тристрама було тільки постановкою, тому, що уряд придумує війну, що б вбивати там людей і так справлятися з проблемою перенаселення, Тристрам повертається в Лондон і влаштовується працювати вчителем.
З'ясовується, що Беатріс-Джоанну і близнюків поліціянти взяли за наказом Дерека. Нова влада, що встановилася в країні тепер вихваляє повні сім'ї й пологи дітей, у зв'язку з чим Дерек, щоб утриматися на своєму посту відрікається від гомосексуальності й вирішується одружитися з Беатріс-Джоанною і виховувати близнюків як батько. Дерек говорить Беатріс-Джоанні, що Трістрам помер на війні. Книга закінчується на те що Беатріс вирушає на прогулянку з близнюками, під час якої згадує Тристрама і замислюючись про майбутнє людства зустрічає Тристрама.

## Персонажі
- Тристрам Фокс — шкільний учитель, виступає проти того, що країною керують гомосексуали.
- Беатріс-Джоанна Фокс — дружина Тристрама, зраджує йому з його братом, пізніше, завагітнівши від Дерека, кидає Тристрама.
- Дерек Фокс — брат Тристрама, ненавидить його з дитинства, працює поліціянтом.
- Шон — зять Беатріс-Джоани, переконаний вірянин, після того, як його дітей вбили по дорозі зі школи, сходить з розуму.
- Капітан поліції — підлеглий Дерека, розповідає Тристраму про зраду його дружини з його братом.